# Jeff Garlin
Jeffrey Garlin (Chicago, 1962. június 5. –) amerikai stand-up komikus, színész. Legismertebb szerepei Murray Goldberg A Goldberg családból és Jeff Greene a Félig üresből. Ő játszotta Marvin szerepét a Megőrülök érted című sorozatban, illetve Mort Meyers szerepét Az ítélet: családban.
Szinkronszínészként is tevékenykedik, szinkronizált a ParaNorman, WALL·E és Toy Story 3. című filmekben.

## Élete
Chicagóban született, Gene és Carole Garlin gyermekeként. Morton Grove-ban (Illinois) nőtt fel. Van egy bátyja, Michael. Zsidó származású és héber iskolába járt.
Elmondása szerint nyolc éves kora óta humorista akart lenni; ekkor látta Jimmy Durante egyik előadását. A Melzer Elementary School tanulója volt. Az iskolában szeretett sportolni, de abba kellett hagynia, amikor Wolff-Parkinson-White-szindrómával diagnosztizálták.
Amikor hatodik osztályos volt, a család Dél-Floridába költözött. 1980-ban érettségizett a Nova High School tanulójaként. Ezután a Broward Community College-en, majd a Miami Egyetemen folytatta tanulmányait, itt kezdett el stand-upolni.
1984-ben visszaköltözött Chicagóba, hogy stand-upos karriert folytasson. A The Second City nevű társulattal lépett fel.  Dolgozott Stephen Colberttel is.

## Magánélete
1994. július 24-én vette feleségül Marla Beth Cahant. Két gyerekük született: James (1996) és Duke (2000). 2018 szeptemberében bejelentették, hogy elválnak. A válás 2020 márciusában fejeződött be.
Chicago Cubs-rajongó; születésnapja alkalmából évente elmegy egy meccsre barátjával, Kevin Croninnal (a REO Speedwagon énekese) együtt.